# سابورو ایشیکورا
سابورو ایشیکورا (انگلیسی: Saburo Ishikura؛ زادهٔ ۱۶ دسامبر ۱۹۴۶) هنرپیشه و کمدین اهل ژاپن است. از فیلم‌هایی که در آن نقش داشته است، می‌توان به زاتوئیچی اشاره کرد.